# ジョン・オカダ
ジョン・コーゾー・オカダ（John Kozo Okada、日本名：岡田 幸三〈おかだ こうぞう〉、1923年9月23日 - 1971年2月20日）は、アメリカ合衆国の作家。日系アメリカ人。

## 概要
広島県安佐郡可部町からの移民で、ワシントン州シアトルで複数のホテルの経営する父・善登と母・孝代の間に、4男2女の次男として生まれる。
1942年にアイダホ州ミニドカの収容所に家族とともに強制収容されたが、第二次世界大戦では志願してアメリカ軍に従軍し、空軍警備隊の一員として、傍受した日本軍の交信を英語に翻訳する任務に当たった。終戦後は5か月間占領軍の通訳を務め、日本にも滞在した。1946年にシアトルに戻り、ワシントン大学で2つの学士号を、また、コロンビア大学ティーチャーズカレッジで修士号を得ている。
初めシアトルで、その後デトロイトで図書館の司書として働き、数年後にイリノイ州スターリング・タウンシップにおいてクライスラーの弾道ミサイル部のテクニカルライター、1956年にロサンゼルスの南西にあるヒューズ・エアクラフトのテクニカルライターとなった。そのかたわら、1957年に唯一の小説である『ノー・ノー・ボーイ』を出版する。この小説は、第二次世界大戦から戦後にかけての日系アメリカ人を主題にしたもので、題名の「ノー・ノー・ボーイ」とは、第二次世界大戦中に日系人に向け実施された調査の中の、米軍への従軍と米国への忠誠を求める質問にいずれも「NO NO」と回答した者を指す。この小説は出版当時はさほど注目を集めることはなく、初版1500部が20年かかっても売り切れないほどであったが、1970年代以降、再発見され、日系人小説の嚆矢として高く評価されている。
作者のジョン・オカダはその評価を目にすることなく、広告会社のコピーライター、カリフォルニア大学ロサンゼルス校（UCLA）の図書館勤務、宇宙産業関係のメーカーの出版マネジャーなどの職に就き、1971年に自宅で心臓発作のため死去。残された原稿やノートなどは、夫人がUCLAの日系アメリカ人の研究プロジェクトに寄贈しようとしたが断られ、焼却処分してしまった。
弟に画家のフランク・オカダがおり、抽象表現主義の分野で活動した。

## 作品
- John Okada No-No Boy（1957年）
  - 『ノー・ノー・ボーイ』（1979年、中山容訳、晶文社 ISBN 4794922884）
  - 『ノー・ノー・ボーイ』（2016年、川井龍介訳、旬報社 ISBN 9784845114924）